# Ichtyocentaure

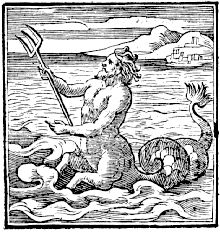
Un ichtyocentaure.

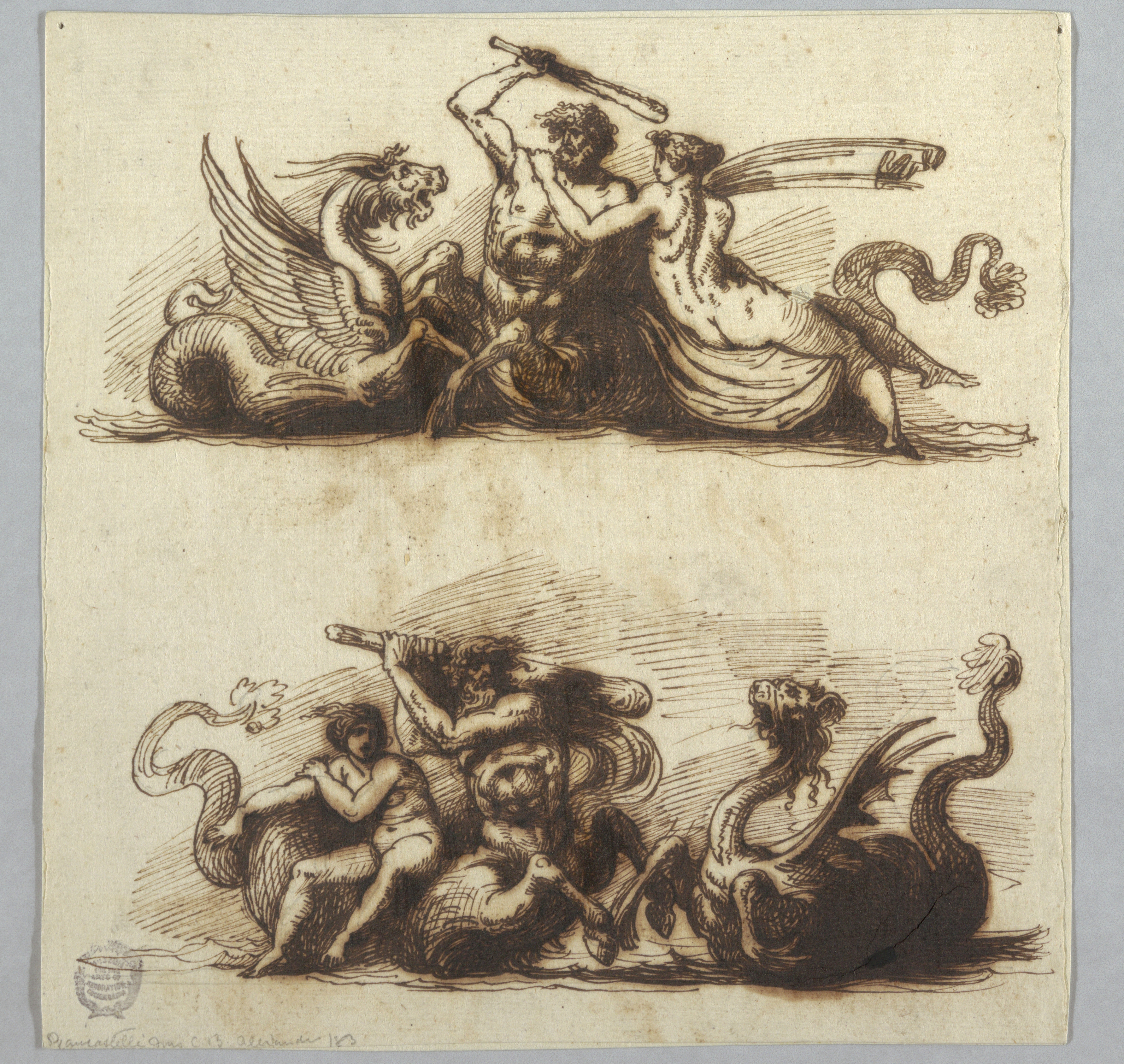
Gravure du XIXe siècle représentant Bythos et Aphros.

L’ichtyocentaure (ou ichthyocentaure, du grec ancien ἰχθυοκένταυρος / ikhthyokéntauros, « poisson-centaure »), dit aussi centaure marin, est une divinité marine de l'Antiquité grecque possédant un corps d'homme, des pattes avant de cheval et une queue de poisson.

## Étymologie
Ce nom est la combinaison de ἰχθύς (ikhthýs), « poisson », et de κένταυρος (kéntauros), « monstre de forme double ».
Le terme est absent du dictionnaire Bailly.

## Généalogie et famille
L'ascendance des ichtyocentaures fait l'objet de plusieurs versions. L'une d'elles les présente comme des tritons (fils de Poséidon) et de la nymphe marine Amphitrite).
Cependant, les deux ichtyocentaures grecs les mieux connus, Bythos (« Abîme profond ») et Aphros (« Écume marine »), sont réputés être les fils du Titan Cronos et de la nymphe Philyra, ainsi que les frères du célèbre centaure Chiron dont ils partagent peut-être la sagesse et la pédagogie.

## Représentations artistiques
Une mosaïque du Ier ou IIe siècle de Zeugma en Commagène, dépeignant la naissance d'Aphrodite, présente deux centaures marins associés à des inscriptions les identifiant comme Bythos (« abîme profond ») et Aphros (« écume marine »). Ils soulèvent la coque de la déesse hors de la mer. Certains ont rapproché les noms Aphros et Aphrodite et ont posé l'hypothèse que ce dernier était le père adoptif d'Aphrodite. Son nom serait à l'origine de celui de la déesse.
Un ichthyocentaure apparait dans une sculpture du Louvre qui le représente portant le dieu Silène,, compagnon du dieu Dionysos.

Cette sculpture est apparentée à une sculpture similaire conservée dans les musées du Vatican et représentant un centaure marin enlevant une nymphe. Son antiquité est cependant sujette à caution.